# Сабинів

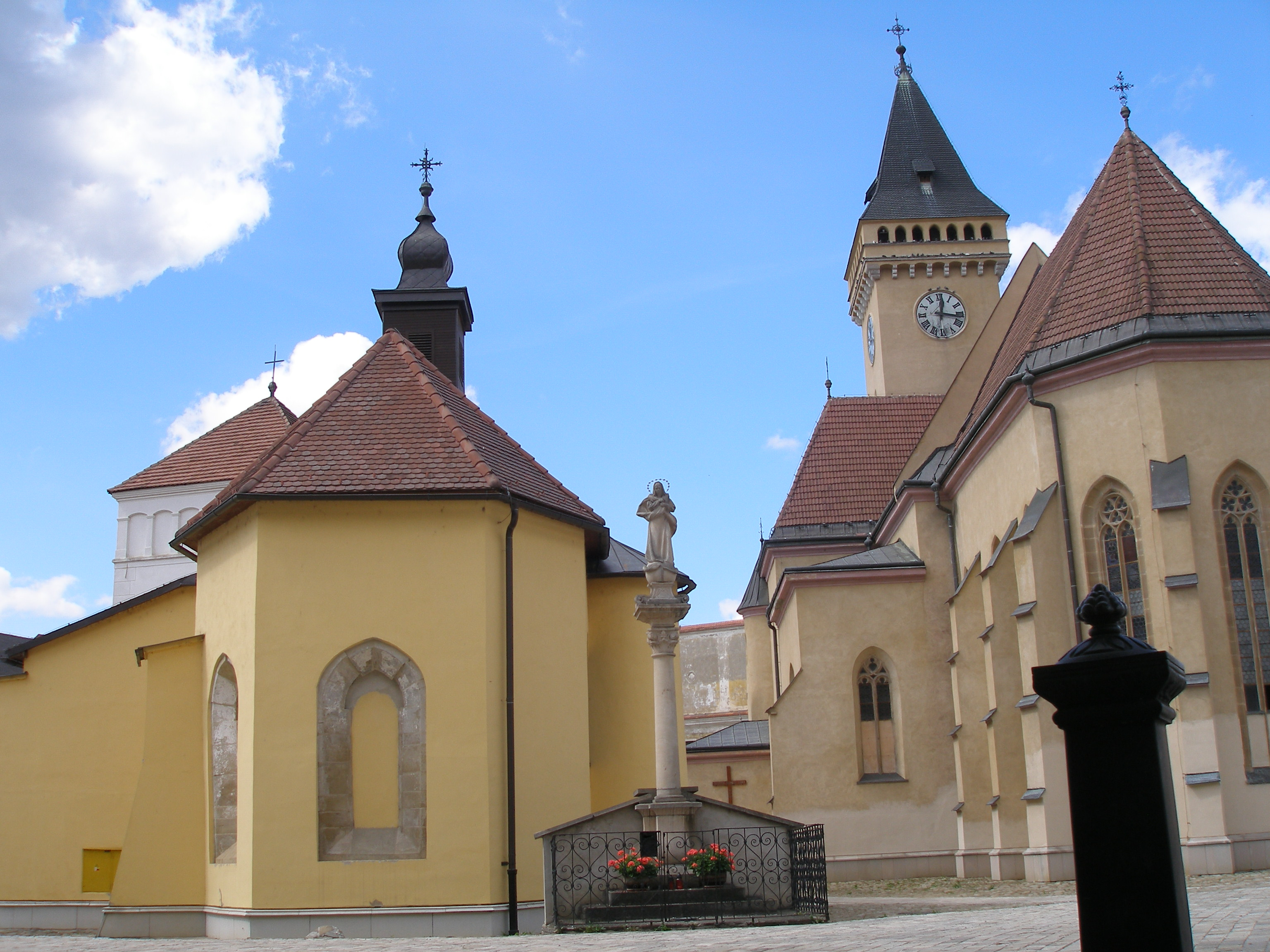
Костели в центрі міста

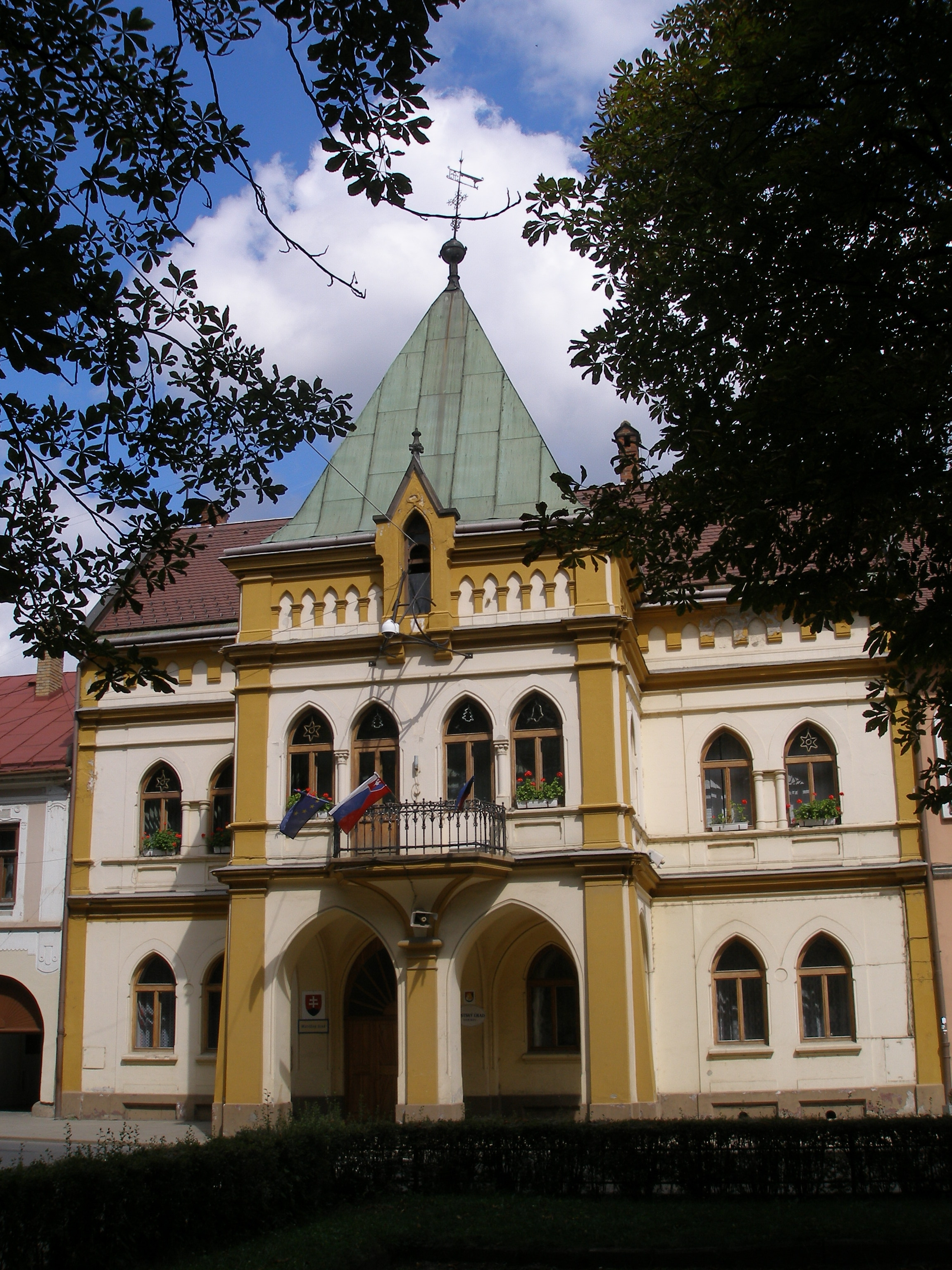
Міська ратуша

Сабинів, або Сабінов (словац. Sabinov) — місто в Словаччині, Сабинівському окрузі Пряшівського краю, адміністративний центр округу.

## Географія
Розташоване в північно—східній частині Словаччини в Шариській долині на лівому березі Ториси. Протікають Червений потік; Якубованський потік; Телек і Дреницький потік.

## Історія
Вперше згадується у 1248 році. За Кубійовичем через Сабинів проходить межа української етнічної території.

## Освіта
У місті працюють 4 дитячі садки, 2 початкові школи, 3 середні школи, в тому числі 1 гімназія.

## Пам'ятки культури

### Храми
- парафіяльний готичний костел з початку 14 століття, кілька разів перебудований в стилі пізньої готики та ренесансу, в якому є кілька статуй майстра Павла з Левочі.
- римо-католицький костел, первісно каплиця з 1375 року, розширена у 1484 році, у 1739 році перебудована в стилі бароко.
- протестантська кірха (первісно німецька) з 1796—1802 рр.
- протестантська кірха (первісно словацька) з 1820 року,
- греко-католицька церква Найсвятішого серця Ісуса з 1902—1904 рр.
- каплиця з 1854 року,
- каплиця на цвинтарі з 1781 року,

### Інші пам'ятки
- залишки оборонного муру з 15—16 століття
- міщанські будинки в стилі пізньої готики, ренесансу та бароко,
- будинок колишнього ліцею, у 1745–1784 рр. перебудований в стилі ренесансу для потреб гімназії піярів
- дзвіниця з 1657 року в стилі ренесансу
- пам'ятна дошка Богушові Носаку-Незабудову — поетові, редактору Словацьких національних новин, одному з найвизначніших представників словацько—українських літературних зв'язків, який у 1848 році переклав словацькою мовою і опублікував у пресі «Думу про втечу трьох братів з Азова». З подорожі на Закарпаття початком 40—их рр. 19 століття в словацькому часописі «Орол татранський» опублікував цінну репортаж з назвою «Листи з незнайомої країни» (словац. Listy z neznámej zeme).

## Населення
| Рік:            | 1994.  | 2004.   | 2014.   | 2024.   |
| --------------- | ------ | ------- | ------- | ------- |
| Кількість осіб: | 11 512 | 12 366  | 12 703  | 12 131  |
| Різниця:        |        | +7,41 % | +2,72 % | -4,50 % |

| Рік:            | 2023.  | 2024.   |
| --------------- | ------ | ------- |
| Кількість осіб: | 12 169 | 12 131  |
| Різниця:        |        | -0,31 % |

У місті проживають 12 622 особи.
Національний склад населення (за даними останнього перепису населення — 2001 року):
- словаки — 90,62 %
- цигани — 6,40 %
- чехи — 0,48 %
- українці — 0,41 %
- русини — 0,36 %
- угорці — 0,06 %
- поляки — 0,05 %
- німці — 0,01 %
- моравці — 0,01 %
- сілезці — 0,01 %

Склад населення за приналежністю до релігії станом на 2001 рік:
- римо-католики — 74,08 %,
- греко-католики — 10,53 %,
- протестанти — 4,16 %,
- православні — 1,51 %,
- не вважають себе вірянами або не належать до жодної вищезгаданої конфесії — 8,63 %